# Riccardo Del Turco
Riccardo Del Turco (né à  à Fiesole  le 7 septembre 1939 ) est un auteur-compositeur et chanteur italien.

## Biographie
En juillet 1968, sa chanson Luglio a dominé le hit-parade italien pendant deux semaines , se vendant à plus de 500 000 exemplaires et a été reprise dans toute l’Europe ainsi qu'au  Royaume-Uni sous le nom de I'm Gonna Try par The Tremeloes. Les  Herman's Hermits l'ont adaptée pour leur morceau  Something's Happening atteignant la sixième place du UK chart britannique. Parmi les autres versions internationales de Luglio, figurent Le Petit Pain au chocolat chanté en France par Joe Dassin et Ai ai ai de Huhta Bengt (Kristian) en finnois.

## Discographie

### 33 tours
- 1969 : Riccardo Del Turco
- 1973 : Tanto io non vinco mai

### 45 tours
- 1962 : Le cose che non ci diciamo/La nostra casa
- 1964 : M'hanno detto che / Dimmi se vuoi
- 1964 : Parla di te / Non chiudere la porta
- 1966 : Figlio unico / Quanto amore
- 1967 : Uno tranquillo / Allora hai vinto tu
- 1967 L'importante è la rosa/Se è scritto nel cielo
- 1968 : Luglio / Il temporale
- 1969 : Casse hai messo nel caffè / Commedia
- 1969 : Il compleanno / Geloso
- 1970 : Due biglietti perchè / Se non hai pensato
- 1970 : Babilonia / Non ti voglio amare
- 1971 : La cicala / Nel giardino dietro casa
- 1972 : Uno, nessuno / La domenica ti penso di più
- 1973 : Tanto io non vinco mai/L'appartamento
- 1973 : Tanto io non vinco mai/La musica sta arrivando
- 1976 : The Summer Of Mary Ann/Ramona
- 1979 : Winter Flower/Sette e ventinove
- 1982 : Non voglio ali / Noi due
- 1984 : Serena alienazione / Spazio profondo

## Filmographie
- 1967 : Io non protesto, io amo, musicarello de Ferdinando Baldi
- 1968 : Le professeur Matusa ei suoi hippies